# 卡拉伊姆語
卡拉伊姆語是突厥语族钦察语支中的一门语言，受到了希伯来语影响，与意第绪语和犹太西班牙语的情况类似。使用者是卡拉伊姆人。卡拉伊姆語现在是一种濒危语言。